# Mhairi
Mhairi oder Mhàiri (schottisch-englische Aussprache in Anlehnung an schottisch-gälisch vaːrɪ, im Englischen oft wie Mary) ist ein weiblicher Vorname.

## Herkunft
Der Name ist eine schottisch-gälische Variante des hebräischen Mirjam bzw. Maria. Genau genommen ist es ein Teil der Vokativ-Form a Mhàiri (IPA əˈvaːɾʲɪ) vom Nominativ Màiri. Die Bedeutung von Mirjam und damit auch von Mhairi ist nicht geklärt.

## Namensträgerinnen
- Mhairi Black (* 1994), schottische Politikerin
- Mhairi Lawson (20. Jhd.), britische Sopranistin
- Mhairi McFarlane (* 1976), britische Schriftstellerin
- Mháire Stritter (* 1984), deutsche Schriftstellerin und Moderatorin

## Varianten
- Màiri
- Mhari
- Mhairie
- Mahiri